# جايمي إل. درو
جايمي إل. درو (بالإنجليزية: Jaime L. Drew)‏ هو عسكري أمريكي، ولد في 16 سبتمبر 1876 في بونس، بورتوريكو في الولايات المتحدة، وتوفي في 14 أبريل 1948.